# T13 AL et ex-Prusse

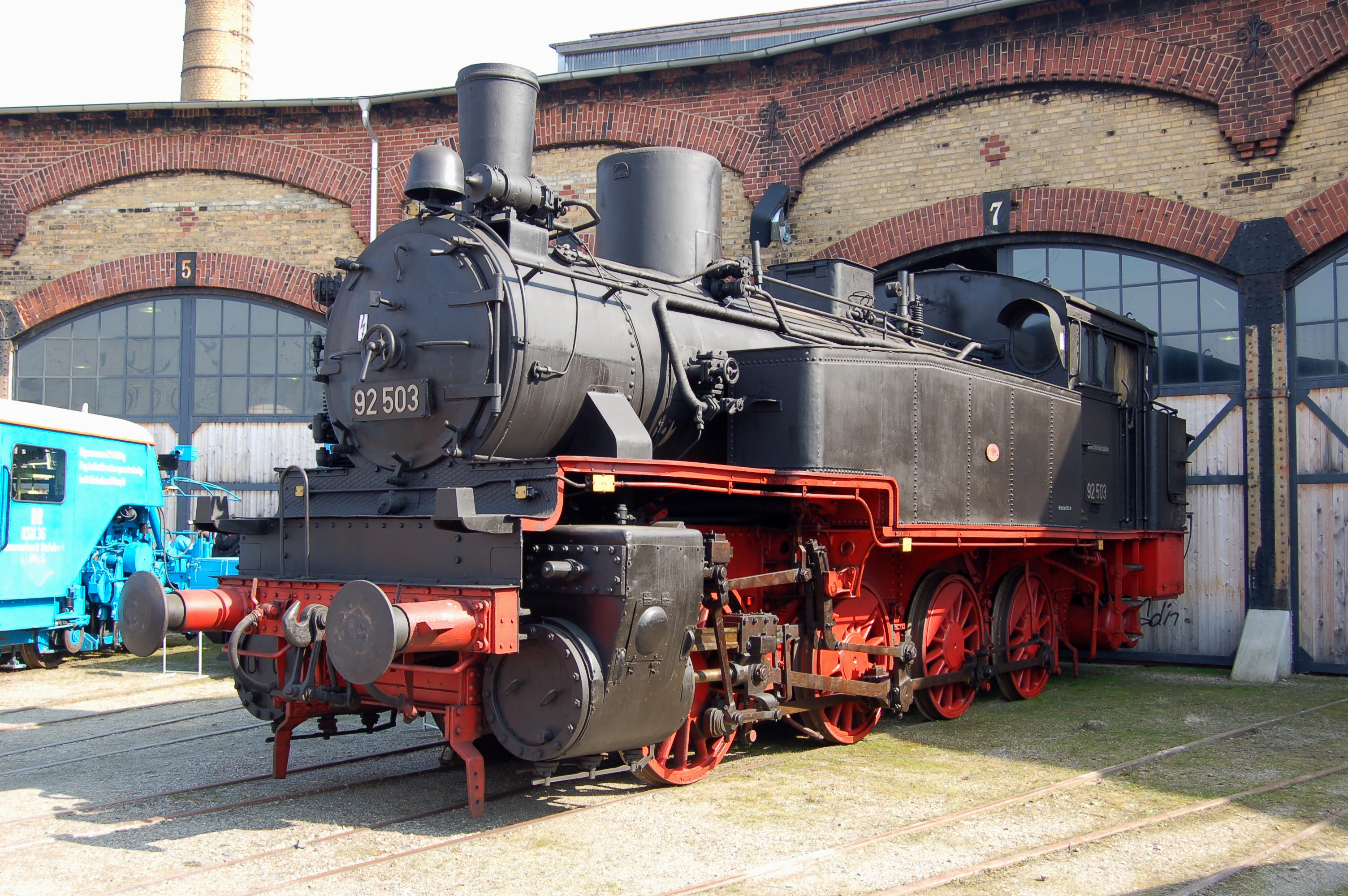
La 92 503 (construite en 1910) préservée en Allemagne.

Les T13 AL et Prussiennes sont des locomotives-tender à vapeur saturée dotées de quatre essieux moteurs construites pour les chemins de fer du royaume de Prusse (KPEV) entre 1910 et 1913.
Après la Première Guerre mondiale, de nombreux exemplaires sont cédés au titre de réparations de guerre à la France, la Belgique, la Tchécoslovaquie et la Pologne. Les T13 Chemins de fer impériaux d'Alsace-Lorraine (EL) continuèrent leur carrière réseau ferroviaire d'Alsace-Lorraine (AL) après la restitution de l'Alsace-Lorraine à la France.

## Genèse
Vers 1907, les chemins de fer du royaume de Prusse (KPEV) envisagèrent la commande de nouvelles locomotives à quatre essieux moteurs capables de circuler à 55 km/h. Malgré des instances pour que ce nouveau modèle soit équipé de la surchauffe, ce modèle en sera finalement dépourvu. Le premier prototype fut construit en 1910 par la société Union Gießerei (de), à Königsberg.
Construites à 698 exemplaires, de 1910 à 1922, elles étaient des locomotives-tender conçues, comme les T16, en ayant une adhérence totale. Leur chaudière était identique à celle des T11 avec un corps de chauffe placé plus bas.
Classées dans la catégorie des GüterzugTenderlokomotiven (locomotives-tender pour trains de marchandises) de disposition d'essieux : 040 T, elles assurèrent en fait un travail important mais obscur, de manœuvres en gare, de manœuvres aux triages et exceptionnellement de desserte des petits embranchements. 60 machines du même type furent construites à partir de 1914 pour les Chemins de fer impériaux d'Alsace-Lorraine (EL). Enfin, un certain nombre de machines du réseau prussien furent attribuées à d'autres réseaux européens au titre des prestations d'Armistice.
En Allemagne, le reste de la série fut immatriculé par la Deutsche Reichsbahn (DRG) en 1925 dans la série 92.5-10. Les dernières ont été réformées en 1968.

### Autres types T13 (KPEV)
Trois autres types de locomotives-tender, moins nombreux, ont également été désignés T13 par les KPEV :
- 29 locomotives articulées (système Hagans) de disposition 040 T, construites de 1899 à 1902 et désignées T13 Bauart Hagans[2]. Proches des T15 également dotées du dispositif Hagans et destinées aux lignes de montagne sinueuses, elles seront radiées dès 1923.
- 5 locomotives Mallet de disposition 020+020 T construites en 1905 et désignées T13 Bauart Mallet ; cette petite série disparaît 1921.
- Une version améliorée des T13 prussiennes, désignée T13.1. Seuls 18 exemplaires furent construits ; elles seront radiées par les DB et DR au plus tard en 1948.

## Les T13 en Belgique

### Type 99 SNCB
18 T13 furent attribuées aux Chemins de fer de l’État belge après la Première Guerre mondiale. 17 d'entre-elles avaient été construites entre 1910 et 1915 tandis que la 7919 Cassel (future 9919) datait de 1919.
Elles furent renumérotées entre 9901 et 9994 (en conservant les deux derniers chiffres de leur matricule prussien).
Utilisées au service des manœuvres mais concurrencées par les Type 53 belges, les 18 Type 99 furent radiées de 1928 à 1934.
La 9931 fut vendue en 1934 aux Etablissements Charles Focquet & Company.

### Second type 99
Lorsque la Compagnie du Nord - Belge fut nationalisée en 1940, les 050T n°501 à 520 furent immatriculées dans le type 99 (ce numéro étant vacant depuis 1934). Ces locomotives de manœuvres, très puissantes, seront utilisées par la SNCB jusque dans les années 1950.

## Les T13 en France

### T13 7901 à 7964 (AL)
Après la Première Guerre mondiale, les T13 héritées par le réseau ferroviaire d'Alsace-Lorraine (AL) eurent deux provenances :
- les 7901 à 7960 construites pour le compte de l'ex-EL par :
  - l'EMBG de Graffenstaden pour les 7901 à 7928 en 1914, les 7942 à 7951 en 1916 et les 7953 à 7960 en 1918
  - la Lokomotivfabrik Hohenzollern de Düsseldorf pour les 7929 à 7941 en 1915
  - la société Hagans d'Erfurt pour la 7952 en 1917

Onze machines furent perdues en Allemagne durant la Première Guerre mondiale : les T13 7913, 7914, 7916, 7918, 7921, 7901 et 7912 ont été incorporées par la Deutsche Reichsbahn dans la série 92 sous les numéros : 92 732 à 92 738 tandis que les T13 7904, 7915 et 7919 furent considérées comme détruites.
- les 7961 à 7964 (ex KPEV 7908, 7941, 7922 et 7923) construites, la première par Union-Giesserei en 1910, la seconde par Hagans en 1915, les dernières par la Lokomotivfabrik Hohenzollern en 1915 sont des machines attribuées au réseau ferroviaire d'Alsace-Lorraine (AL) au titre des prestations d'Armistice.

Ce dernier réseau hérita au total de 53 machines dont seules 49 furent prises en charge par la SNCF sous l'immatriculation 1-040 TC 902 à 964. En effet, les 7906, 7940 et 7963 furent réformées au cours de l'année 1937 et la 7911 fut vendue à la Compagnie des mines d'Anzin (Nord). Les 7905, 7920, 7922, 7923, 7938, 7944 et la 7946 ont été affectées au réseau ferroviaire de la Société royale grand-ducale des chemins de fer Guillaume-Luxembourg ; les cinq premières ont été immatriculées par la suite dans la série 41 par les CFL sous les numéros 41.11, 41.01, 41.12, 41.02 et 41.03.
Les T13 ont marqué la première apparition de machines de type 040T sur l'AL alors que les autres réseaux employaient ce type depuis quelques années déjà. Aucune unité ne fut munie d'indicateur de vitesse du fait du service à assurer. Mais du fait d'une moindre puissances que les 040 Est 4901 à 4990 (futures : 1-040 TA 901 à 990 ), qui étaient leurs homologues de la Compagnie des chemins de fer de l'Est, et de la disponibilité accrue au fil des ans des G8.1, la SNCF les réforma assez rapidement puisqu'elles étaient toutes radiées pour 1955, avec la 1-040 TC 944 du dépôt de Conflans - Jarny. La dernière locomotive des CFL fut la 41.02 (ex-1-040 TC 923 ) radiée le 26 janvier 1959.
Les machines disposaient de types de freins à air comprimé différents en fonction des séries et des constructeurs : « Knorr » à action rapide pour les 7951 à 7953 et la 7960, « Westinghouse », modérable ou modérable combiné pour les 7901 à 7950, la 7954, la 7956 et les 7958 à 7960. Les machines n'apparaissant pas étant démunies de frein à air comprimé. Les locomotives 7941, 7942 à 7945, 7947 à 7951, 7953 à 7955 et 7963 étaient munies d'un réchauffeur « Knorr » qui fut dépassé bien avant 1938. Aucune unité ne fut munie d'indicateur de vitesse du fait du service à assurer.

### T13 4.1941 à 4.1959 (Nord)
Ces machines furent attribuées à la Compagnie des chemins de fer du Nord par le biais des prestations d'armistice de 1918. Elles furent classées série 4.1941 à 4.1959. En 1938 elles furent immatriculées 2-040 TF 1 à 16 du fait de la vente de 3 machines avant la création de la SNCF. Ces 3 locomotives que furent les 4.1950, 4.1951 et 4.1957 ont été vendues à la Compagnie des mines d'Anzin où elles furent immatriculées : 87 à 89 avant de devenir les D 1 à 3. 
Au sortir de la Seconde Guerre mondiale il manque les 2-040 TF 1, 3 à 6 et 16 qui furent considérées comme perdues et radiées en 1951 et 1953 bien que les radiations des locomotives actives ait commencé en 1950 avec la 2-040 TF 2.
La dernière unité, la 2-040 TF 13, est radiée en janvier 1964 au dépôt du Bourget.

## Description
Ces machines à quatre essieux accouplés avaient un moteur à deux cylindres de grand diamètre à simple expansion. Le foyer était un foyer de type « Crampton » étroit et l'échappement était du type fixe « Allemand ». La distribution était extérieure du type « Heusinger » avec une glissière unique, la bielle motrice attaquant le deuxième essieu. Il n'y eut aucune mutation inter-région.

## Caractéristiques
- Pression de la chaudière : 12 kg/cm2
- Surface de grille : ?? m2
- Surface de chauffe : ?? m2
- Diamètre et course des cylindres : 500 mm × ?? mm
- Diamètre des roues motrices : 1 250 mm
- Empattement : 3 650 mm
- Capacité des soutes à eau : 7 m3
- Capacité de la soute à charbon : 2,5 t
- Masse à vide : ?? t
- Masse en ordre de marche : 60,86 t
- Masse adhérente : 60,86 t
- Longueur hors tout : 11,10 m
- Vitesse maxi en service : 55 km/h

## Modélisme
Les 1-040 TC et 2-040 TF ont été reproduites à l'échelle HO par :
- la firme allemande Trix en 1972 puis remis à jour par Märklin/trix en 1998
- la firme autrichienne Klein Modellbahn sous l'impulsion de l'importateur SAI.

A l'échelle N par l'allemand Fleischmann.